# مراقبة الفضاء

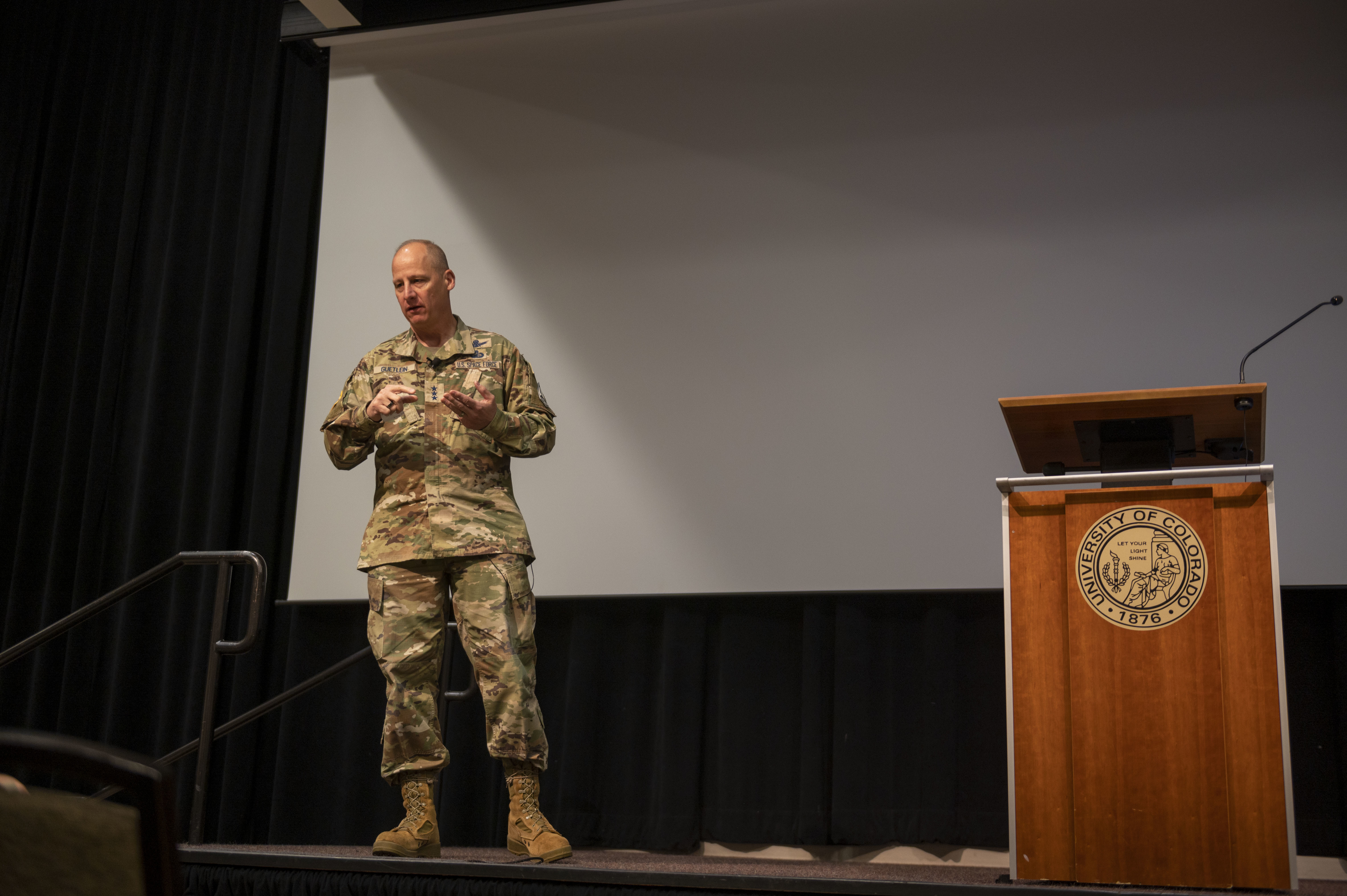
يوم صناعة التوعية بالمجال الفضائي

مراقبة الفضاء هي دراسة الأقمار الصناعية التي تدور حول الأرض ومراقبتها. وهي تنطوي على الكشف عن الكائنات الاصطناعية، وتتبعها وفهرستها وتحديدها، أي الأقمار النشطة وغير النشطة، أو الأجهزة الصاروخية المستهلكة، أو بقايا الأقمار الصناعية.

## الأهداف
مراقبة الفضاء تحقق ما يلي:
- توقع متى وأين سوف يعاود الجسم الفضائي المتحلل الدخول إلى غلاف الأرض الجوي.
- منع الأجسام الفضائية العائدة التي تبدو للرادار وكأنها صواريخ من التسبب في إطلاق إنذار كاذب في أجهزة استشعار الهجمات الصاروخية.
- رسم الوضع الحالي للأجسام الفضائية وتحديد مساراتها المدارية المتوقعة.
- رصد الأجسام الفضائية التي يصنعها الإنسان.
- تقديم فهرس بالأجسام الفضائية التي يصنعها الإنسان.
- تحديد الدول التي تمتلك أجسام فضائية عائدة.
- إعلام الدول بإمكانية أو عدم إمكانية تدخّل الأجسام الفضائية مع الأقمار الصناعية ومدارات محطة الفضاء الدولية.
- توفير البيانات لأنظمة الأسلحة المضادة للأقمار الصناعية المستقبلية.

## الأنظمة
تشمل هذه الأنظمة شبكة مراقبة الفضاء الأمريكية والتي بها أجهزة رصد مثل نظام سلاح الجو لمراقبة الفضاء والمركز الرئيس للتحكم بالفضاء الخارجي المزود بمنشآت مثل محطة أوكنو وكرونا.